# Oksana Rajmatúlina
Oksana Yevguénievna Rajmatúlina, en ruso: Оксана Евгеньевна Рахматулина (nacida el 7 de diciembre de 1976 en Almatý, URSS, actualmente Kazajistán) es una exjugadora de baloncesto rusa. Consiguió 8 medallas en competiciones internacionales con Rusia.